# Campaña de Pikysyry
La Campaña de Pikysyry o Campaña de Asunción (1868–1869) fue la cuarta fase de la Guerra de la Triple Alianza. Duró desde el agosto de 1868 hasta enero de 1869.
Tras el éxito en la invasión al Mato Grosso y el fracaso en la invasión a Corrientes y Río Grande y en la larga y sangrienta Campaña de Humaitá, el presidente López renunció defender la línea del río Tebicuary, instalando un frente defensivo mucho más cerca de Asunción, sobre el arroyo Pikysyry. El avance por el río Paraguay quedaba impedido por un nuevo núcleo de baterías costeras en Angostura. Las tropas brasileñas esquivaron las defensas de Angostura por el Chaco, y atacaron las posiciones enemigas por la retaguardia. El ejército paraguayo fue derrotado y López evacuó Asunción, que fue ocupada y saqueada en enero de 1869. Los brasileños instalaron en la capital un gobierno títere, mientras López se retiraba progresivamente hacia el interior.

## Antecedentes

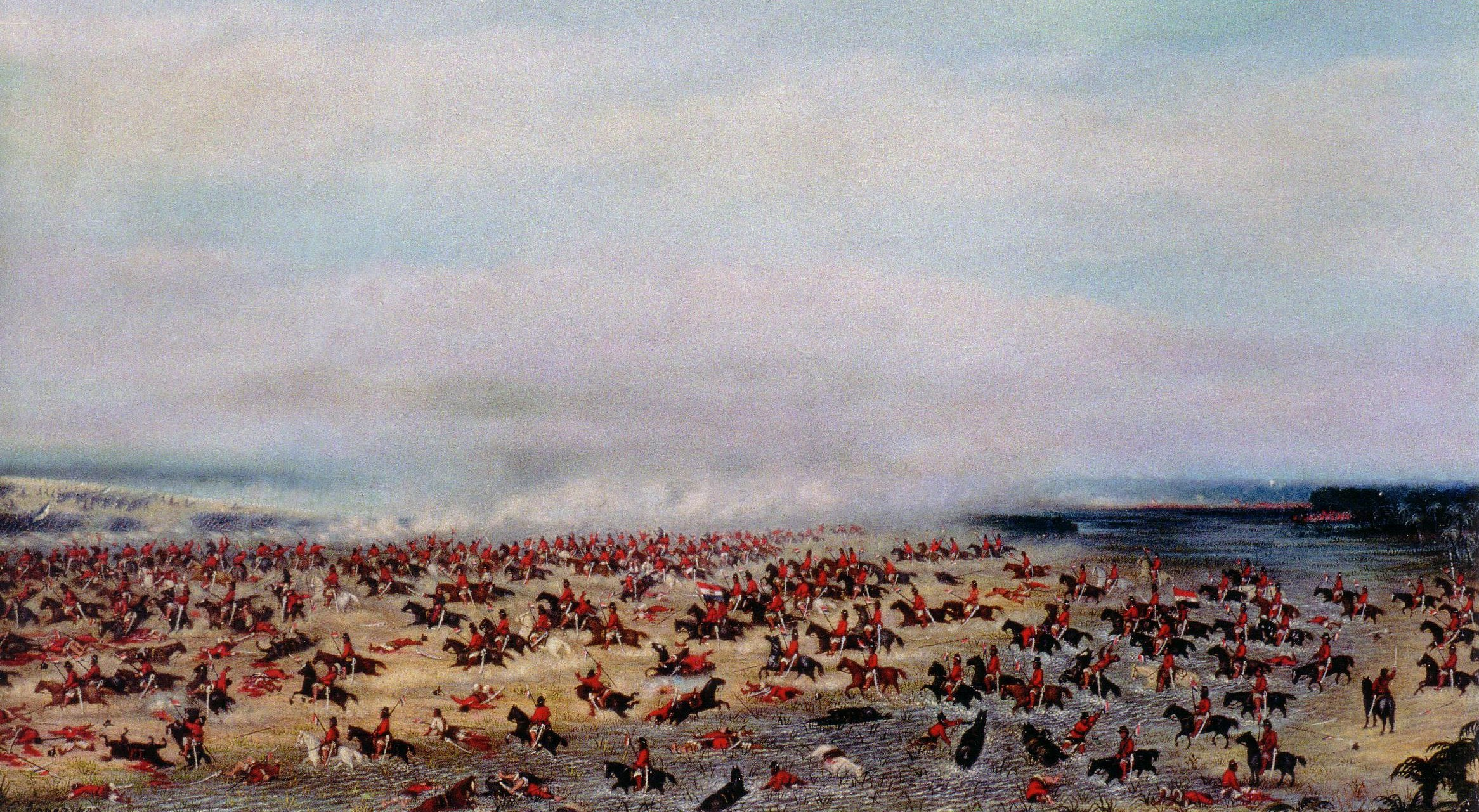
Representación artística de la Batalla de Tuyutí (1876–1885, por Cándido López).

La Guerra de la Triple Alianza fue iniciada con la invasión ordenada por el presidente del Paraguay al Imperio del Brasil y a la Argentina, en respuesta por la participación de ambos países en la guerra civil en el Uruguay, que alteraba el equilibrio estratégico en el Cono Sur.
Hasta entonces, el Paraguay había logrado con grandes esfuerzos sostener su sistema autónomo de gobierno, el cual – aunque era una verdadera dictadura – sostenía un crecimiento y un desarrollo económicos autónomos, que se apoyaba en un proteccionismo económico muy acentuado. También había logrado sostener sus pretensiones a territorios cercanos, que le eran disputados por el Brasil y la Argentina. Desde el punto de vista paraguayo, el quiebre de ese equilibrio ponía en peligro su autonomía económica y dificultaba sus esfuerzos por evitar que los territorios en conflicto fueran anexados por sus poderosos vecinos.
La Guerra estalló cuando llegó a Asunción la noticia de que tropas brasileñas habían invadido el Uruguay, desoyendo el reclamo paraguayo para que no lo hicieran. Tropas paraguayas invadieron la Provincia de Mato Grosso, en el oeste del Brasil, aislada del resto del Imperio. La campaña fue rápida y exitosa, y en dos meses la mayor parte de ese territorio había sido ocupada por fuerzas paraguayas.
A continuación, Solano López pidió al presidente argentino Bartolomé Mitre autorización para cruzar territorio argentino, para atacar al Brasil. Ante la negativa argentina, López declaró la guerra a la Argentina el 19 de marzo, e inició la invasión a la provincia de Corrientes, y desde allí el sur del Brasil.
Al llegar la noticia de la invasión, se firmó en Buenos Aires el Tratado de la Triple Alianza entre la República Argentina, el Imperio del Brasil y el Estado Oriental del Uruguay.
En sus primeras etapas, la campaña fue exitosa, pero pronto se acumularon las derrotas: la flota paraguaya fue destruida en la Batalla del Riachuelo, y las fuerzas que habían operado sobre el río Uruguay fueron derrotadas en la Batalla de Yatay, y en el Sitio de Uruguayana.
El resto del ejército paraguayo se retiró a su propio territorio. Tras un largo período de preparación, en abril de 1866, las fuerzas aliadas – Argentina, Brasil y Uruguay – invadieron el sur del Paraguay, iniciando la Campaña de Humaitá. A muy corta distancia encontraron el dispositivo defensivo paraguayo compuesto por cuatro fortificaciones – el llamado "cuadrilátero", que obstruía el paso hacia Asunción tanto por tierra como por el río Paraguay. Una larga serie de batallas costaron enorme número de bajas en ambos bandos, deteniéndose por completo las operaciones después de la Batalla de Curupayty. Las bajas en ambos bandos fueron aún mucho más altas por enfermedades que por las batallas: a las pésimas condiciones sanitarias y alimenticias se les sumó una epidemia de cólera.
Las operaciones estuvieron detenidas desde septiembre del 1866 hasta julio de 1867, cuando se reiniciaron con una ofensiva aliada. A mediados del año siguiente, sin embargo, se habían producido pocos avances cuando las fortificaciones fueron superadas por la escuadra brasileña. Ante esta novedad, las fuerzas paraguayas instalaron una nueva línea defensiva, mucho más cerca de Asunción, abandonando la antigua en agosto de 1868, aunque los defensores del Fuerte de Humaitá fueron muertos o capturados el 5 de agosto. La campaña de Humaitá había durado casi tres años, desde octubre de 1865.

## San Fernando

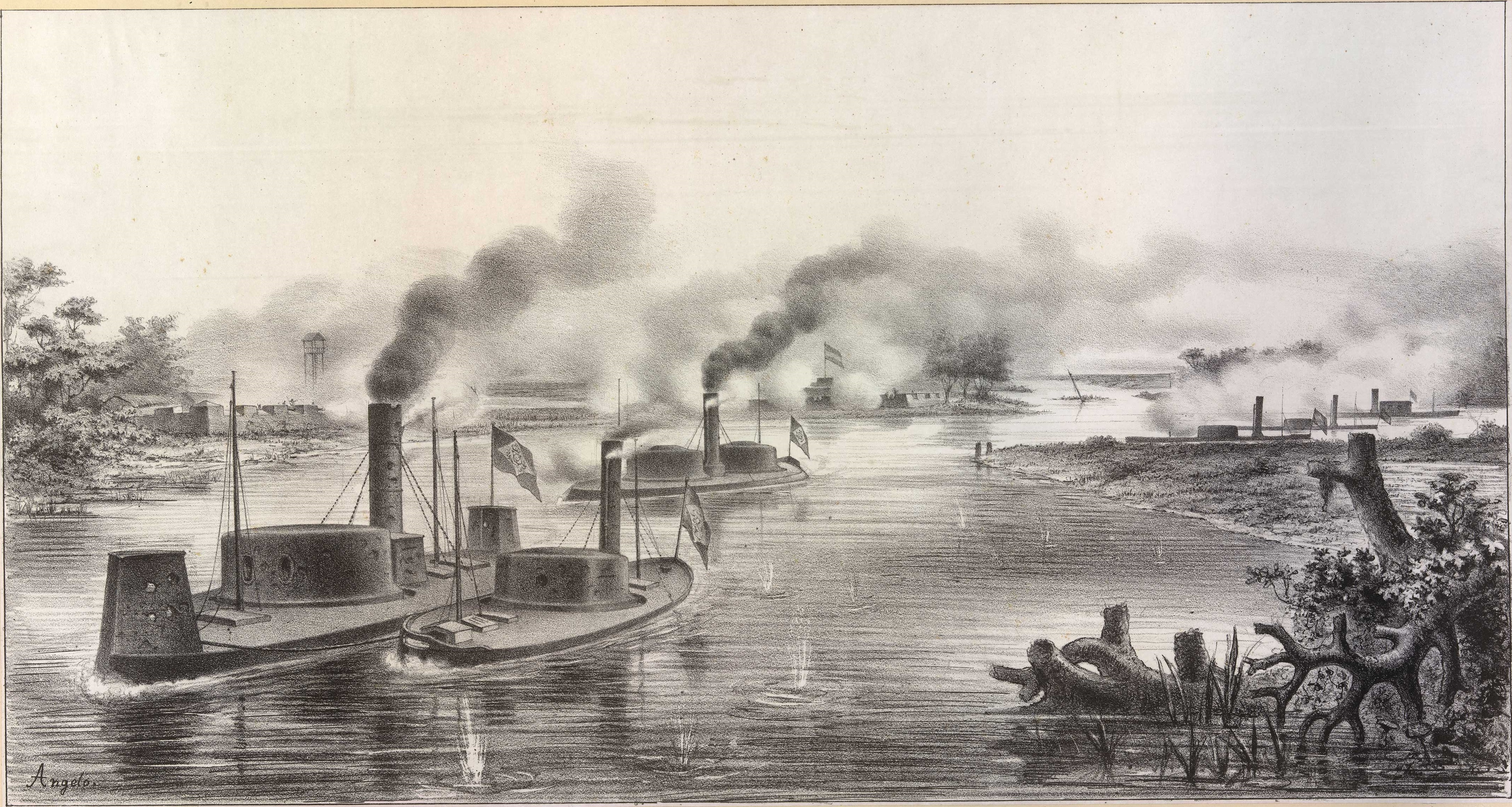
División avanzada de la Escuadra Brasileña, pasando por delante de las baterías del Tebicuary el 23 de julio de 1868, a las 3 p. m. (A Vida Fluminense, n.º 34, 1868).

Tras la evacuación de Humaitá, López se instaló en San Fernando, inmediatamente al norte de la desembocadura del río Tebicuary en el río Paraguay. Allí esperó la llegada del resto de las fuerzas que terminaban de evacuar Humaitá y el Cuadrilátero, pero éstas fueron destruidas y capturadas en el Combate de la Isla de Poí.
Durante su estadía en San Fernando, López descubrió —o creyó haber descubierto— un complot en su contra, del que habrían participado muchos de sus más allegados, incluidos sus hermanos, hermanas, cuñados y su madre. Varios de ellos fueron condenados a muerte, pero sus ejecuciones fueron pospuestas.
La posición del Tebicuary no tenía ninguna ventaja en particular: no era una posición sencilla de defender por tierra, y el dominio del río Paraguay por la escuadra brasileña permitía su flanqueo sin problemas, además de impedir el aprovisionamiento terrestre o fluvial de las tropas paraguayas. La noche del 24 de julio, la escuadra brasileña bombardeó San Fernando, lo que terminó de decidir a López de abandonar esa posición en busca de alguna otra que permitiera una defensa más eficaz.

## La línea defensiva del Pikysyry
Debido al avance naval brasileño, el presidente López renunció a defender la línea del río Tebicuary, instalando un frente defensivo mucho más cerca de Asunción.
Tras evaluar distintas posiciones, entre ellas el Estero Poí, que desagua el lago Ypoá hacia el río Paraguay, terminó por organizar una nueva línea defensiva, al norte del arroyo Piquisyry, donde se instaló a principios de septiembre de 1868. La nueva posición tenía varias ventajas: por un lado, el ataque desde el sur debía ser hecho por tropas que cruzaran un terreno deshabitado, inundable, boscoso y lleno de espinas. La segunda ventaja era que en su extremo oeste, poco al norte de la desembocadura del arroyo Piquisyry en el Paraguay, el río tenía una fuerte curva con un marcado estrechamiento, dominado por una alta barranca, la llamada "Angostura". En caso de que pudieran flanquear la posición defensiva, deberían enfrentar el paisaje quebrado y con lomas empinadas que existe desde el Piquisyry hacia el norte, sobre las cuales se podían construir defensas, obligando a las fuerzas atacantes a atacar desde los estrechos cauces de los arroyos que las cruzan.

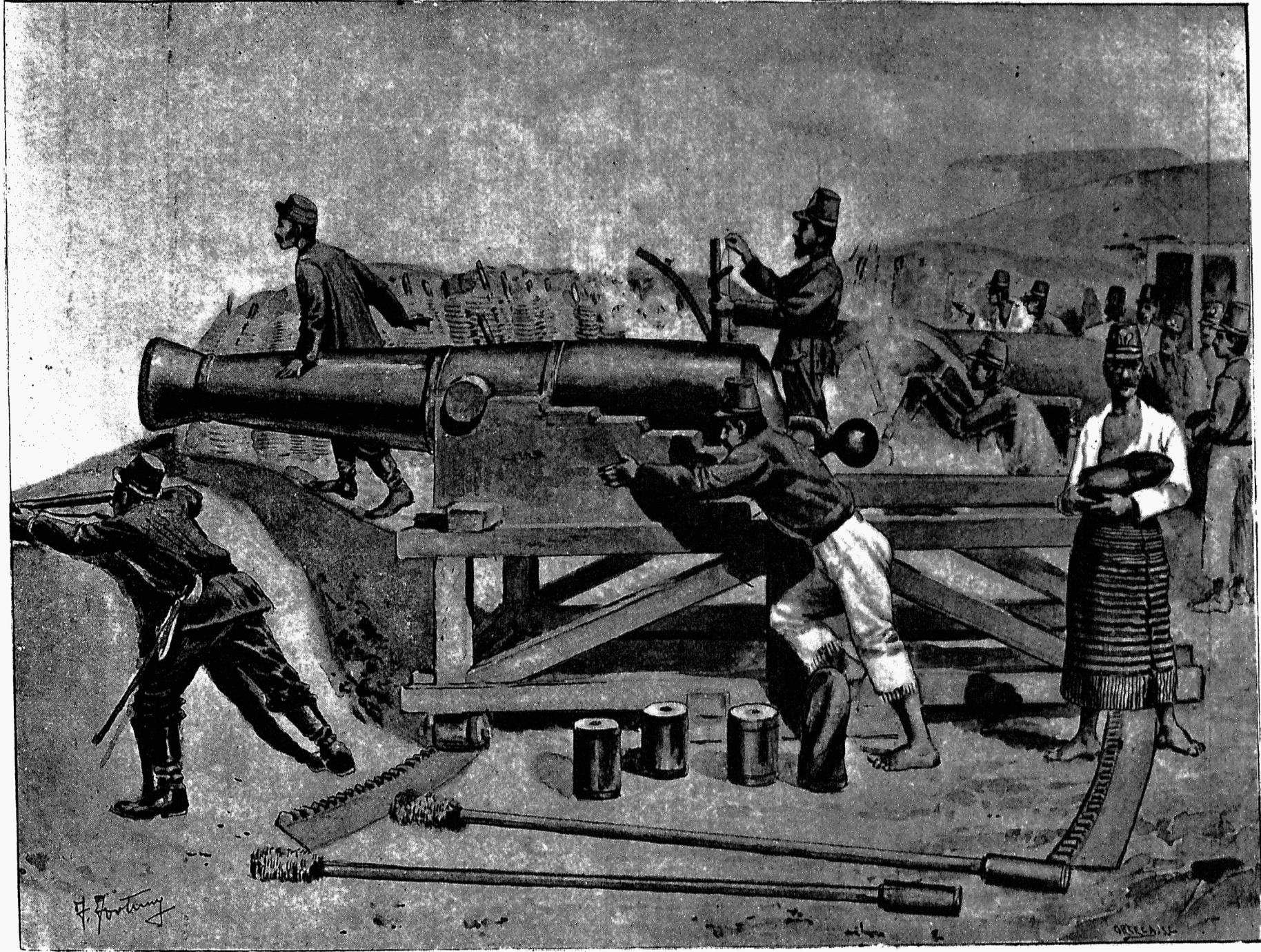
El cáñón "El Criollo" en batería. Los dos oficiales que figuran, uno arreglando el alza y otro observando, son los Comandantes Lucas Carrillo, paraguayo, y Jorge Thompson, inglés, al servicio de López.

La posición tenía una gran contra: el nuevo campo de batalla estaba a no más de 35 km de la capital, Asunción; su caída, o una acción enemiga que significara el rodeo de la misma significarían la caída de la capital. Por ello el vicepresidente Sánchez ordenó la evacuación de Asunción. El gobierno nacional ya estaba instalado desde el 22 de febrero de 1868 en la ciudad de Luque, que — aunque cercana — no está a orillas del río Paraguay. Ante el avance de los brasileños, la capital sería nuevamente trasladada el 8 de diciembre, esta vez a Piribebuy, mucho más hacia el este.
Por orden de López, el ingeniero británico Jorge Thompson levantó una larga línea de fortificaciones entre la costa del río Paraguay y la laguna Ypoá. En la práctica, la línea no llegó tan al este, sino que se extendió a lo largo de 10 km., hasta las marismas que se extienden al este de la laguna. Cerca del límite oriental de la línea, las lomas de Itá Yvaté y de Curupayty, muy cercanas entre sí y separadas por un arroyuelo; López las bautizó como Lomas Valentinas, y en ellas estableció su cuartel general. La línea defensiva contaba con 85 piezas de artillería de los más variados calibres, más otros 18 cañones emplazados en la batería de Angostura; uno de los cañones de esta última posición era el enorme "Criollo", fundido en la fundición de Ybycuí, la pieza de artillería más grande que se hubiera operado hasta entonces en América del Sur.
Pese a que le llevó dos meses levantar la nueva fortificación, no tuvo mayores problemas para hacerlo, debido a que la escuadra brasilera "dormía sobre la gloria de la captura de Humaitá".
Al norte de la posición defensiva paraguaya había una población importante, Villeta, que servía de centro de aprovisionamiento y puerto del ejército.
A principios de diciembre, López contaba con 12.000 hombres para su defensa, en su mayoría adolescentes y ancianos.

## De Humaitá a Palmas

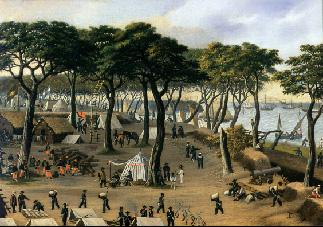
Ejército brasileño en el campamento de Curuzú, 20 de septiembre de 1866, por Cándido López.

Por su parte, en el campo aliado, el Marqués de Caxias, comandante de las fuerzas brasileñas, solicitó al emperador Pedro II que diera por terminada la guerra, a lo que este se negó: consideraba que la estabilidad de su corona dependía de una victoria completa y aplastante, que incluyera la prisión o muerte de López, la instalación de un gobierno probrasileño en el Paraguay y la solución de todos los conflictos limítrofes con ese país en beneficio del Imperio. No obstante, para satisfacer a Caxias, a quien consideraba imprescindible, el Emperador determinó que, en adelante, los tres ejércitos aliados operarían sin un centro unificado, lo que liberaba al Brasil – que aportaba la enorme mayoría de los efectivos – de consultar sus operaciones sus aliados. Especialmente con el comandante argentino, Juan Andrés Gelly y Obes, de quien Caxias consideraba que se estaba aprovechando económicamente de la continuación indefinida de la guerra.

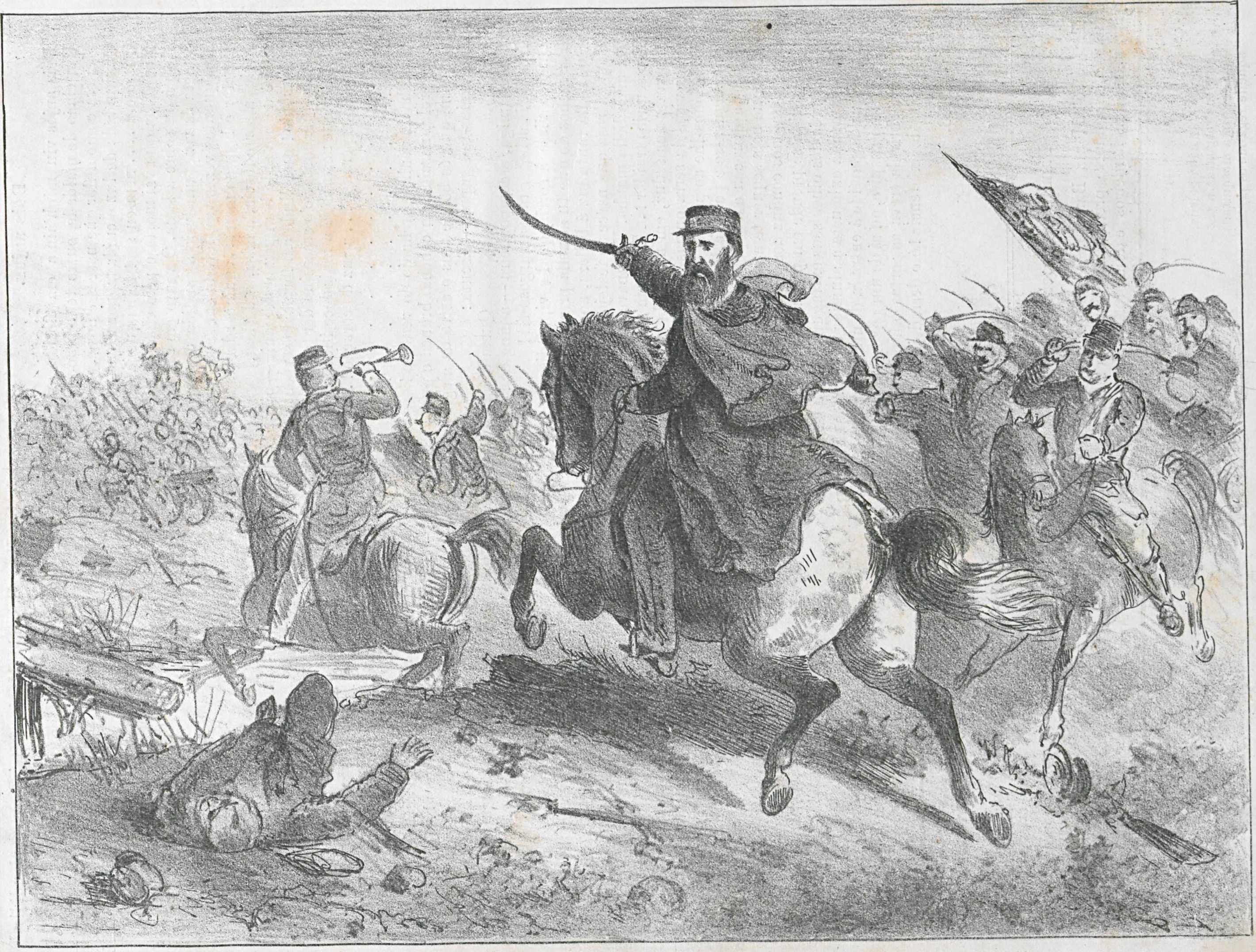
El Barón del Triunfo en el paso del Río Surubí-hi (26 de septiembre de 1868).

El 19 de agosto, el ejército brasileño, seguido por las tropas de sus aliados, inició la marcha hacia el norte desde Humaitá, a corta distancia del río Paraguay, y seis días más tarde lograron una victoria sobre posiciones avanzadas en la Meseta de Yacaré, cerca del actual pueblo de Tacuaras. El día 28 de agosto, la caballería riograndense atacó las posiciones al norte del río Tebicuary, donde aún creían hallar al presidente López. Desalojaron rápidamente a los 400 hombres comandados por el mayor Rojas, que fue tomado prisionero. El resto de las fuerzas, unos 3.000 hombres comandados por el coronel César Montiel — cumpliendo órdenes de López — se retiró hacia el Piquisiry. La villa de San Fernando, destruida en su retirada por los paraguayos, fue ocupada el día 29.
Tras un recorrido en que debieron cruzar esteros y arroyos a cada paso, aguantando lluvias tropicales y molestias por los abundantes insectos, los aliados llegaron frente al arroyo Surubí-i. Para cruzarlo, debieron desalojar el puente sobre el mismo, defendido por los paraguayos del coronel Julián Roa; la victoria correspondió a los brasileños, pero en el transcurso del combate, el marqués se enfrentó por primera vez con el desbande de sus propias tropas. El 24 de septiembre, las fuerzas atacantes ocuparon el puerto de Palmas.
Desde Palmas, Caxias pudo observar las fortificaciones paraguayas: el avance por el río Paraguay quedaba impedido por un núcleo de baterías costeras en Angostura, mientras el ataque frontal quedaba también imposibilitado por las líneas defensivas construidas detrás del Piquisiry, y por la inundación permanente de este arroyo, que estaba obstruido por una presa de embalse construida por los paraguayos.

## El rodeo por el Chaco
Debido a la escasez de conocimientos geográficos de los aliados sobre el interior paraguayo, los aliados suponían que el lago Ypoá llegaba por el norte hasta servir de límite oriental a las fortificaciones paraguayas en Piquisiry, por lo que se descartó rodear las posiciones defensivas por esa zona. Quedaban dos opciones: una era rodear el lago Ypoá, cruzando territorio completamente desconocido pero presumiblemente poblado, y desde allí atacar Asunción. Esa opción fue descartada porque se hubiese alejado demasiado de las líneas de abastecimientos del río Paraguay, durante un tiempo que ni siquiera se podía estimar.
Gelly y Obes propuso a Caxias dejar una fuerte guarnición en Palmas para aferrar al enemigo y embarcar 20.000 hombres en los transportes brasileros y todos los buques de cabotaje que allí se encontrasen, remontar el río Paraguay. Según el plan, una parte de la escuadra brasileña debía bombardeaba las aún incompletas fortificaciones de la Angostura, mientras que el resto de la división naval forzaría el paso en una operación nocturna, para dirigirse en seguida a San Antonio, punto de desembarco elegido por Gelly, que lo había visitado muchos años atrás. Completado así el flanqueo, el ejército marcharía sobre la retaguardia de la posición de López forzándolo a un cambio de frente, sin fortificaciones y débil artillería, cortándolo de su base de operaciones y encerrándolo entre el río Paraguay y las fuerzas de Palmas.
Caxias compartía la opinión de Gelly y Obes acerca de la conveniencia de flanquear la posición paraguaya, pero no estaba de acuerdo en desestimar las baterías de Angostura: si bien no eran difícil de superar por buques acorazados, estos no estaban diseñados para transportar tropas, mientras que los buques que sí pudieran hacerlo hubieran debido transportarlas sobre cubierta, quedando a merced del bombardeo desde la batería de Angostura. Caxias no sólo tenía dudas de la factibilidad de forzar el paso de Angostura, sino también de contar con suficientes buques como para completar el transporte de su ejército en una única operación.
De modo que el comandante brasileño prefirió tantear la posibilidad de ejecutar una marcha estratégica por la costa oriental — el pantanoso límite oriental del Chaco — para evitar Angostura y complementar esa operación principal con un desembarco en Villeta. De todos modos, Caxias ordenó a los acorazados de la escuadra cruzar frente a Angostura con toda su tripulación bajo cubierta, lo que fue cumplido el 5 de octubre por los buques bajo el mando de Delfín Carlos de Carvalho, el mismo que había comandado el paso de Humaitá, por el cual había sido premiado con el título de Barón del Pasage. La escuadra avanzó hasta Asunción, bombardeó brevemente la ciudad, y regresó a anclar frente a Villeta, protegida de los cañones paraguayos por un grupo de tres islas.
El 8 de octubre, el Silvado forzaba sin inconvenientes el paso de Angostura aguas abajo, trayendo un parte de Carvalho. El reconocimiento efectuado en el curso del río hasta frente de San Antonio indicaba que, con excepción de Villeta, no había posiciones fortificadas o baterías en sus riberas. El 9 fueron enviados río arriba los encorazados Lima Barros, Alagoas y el mismo Silvado, quedando sólo las naves que embarcarían a las tropas expedicionarias.
Pese a que la iniciativa estratégica de marchar por el oeste parecía prudente y razonable, las demoras que imponía la logística de la maniobra dio á López más de un mes de tiempo, que este empleó con habilidad para finalizar sus obras defensivas — incluyendo un importante refuerzo de las baterías de Angostura — y organizar nuevas tropas. En efecto, la estrategia decidida implicaba un enorme esfuerzo logístico: el grueso de las tropas sería conducido por el Chaco hacia el norte a través de esteros, lagunas y arroyos, y en pleno período de lluvias que, torrenciales en esa zona, inundaban vastas áreas.
Del plan original de Gelly y Obes, Caxias mantuvo la idea de que una división permaneciera en Palmas y maniobrara frente al Piquisiry, aferrando las posiciones paraguayas. Como desconfiaba de Gelly y Obes y deseaba reservar la gloria de lo que creyó que sería el final de la guerra exclusivamente al ejército brasileño, decidió que la totalidad de las fuerzas argentinas cumploeran esa misión. Las tropas transportadas fueron únicamente brasileñas.
El grueso de las fuerzas argentinas junto a algunas fuerzas aliadas se movilizó hasta Palmas, pocos kilómetros al sur del arroyo Pikysyry, a las órdenes del general Juan Andrés Gelly y Obes. Su división estaba constituida por 6500 hombres del Ejército Argentino, una División Oriental de 800, la Brigada Paranhos con 1.030, un regimiento de artillería montada de 1.800, una sección de trasportes, un piquete de pontoneros con su material y depósitos, hospitales del ejército, etc., lo que sumaba un total aproximado de 10.500 hombres.

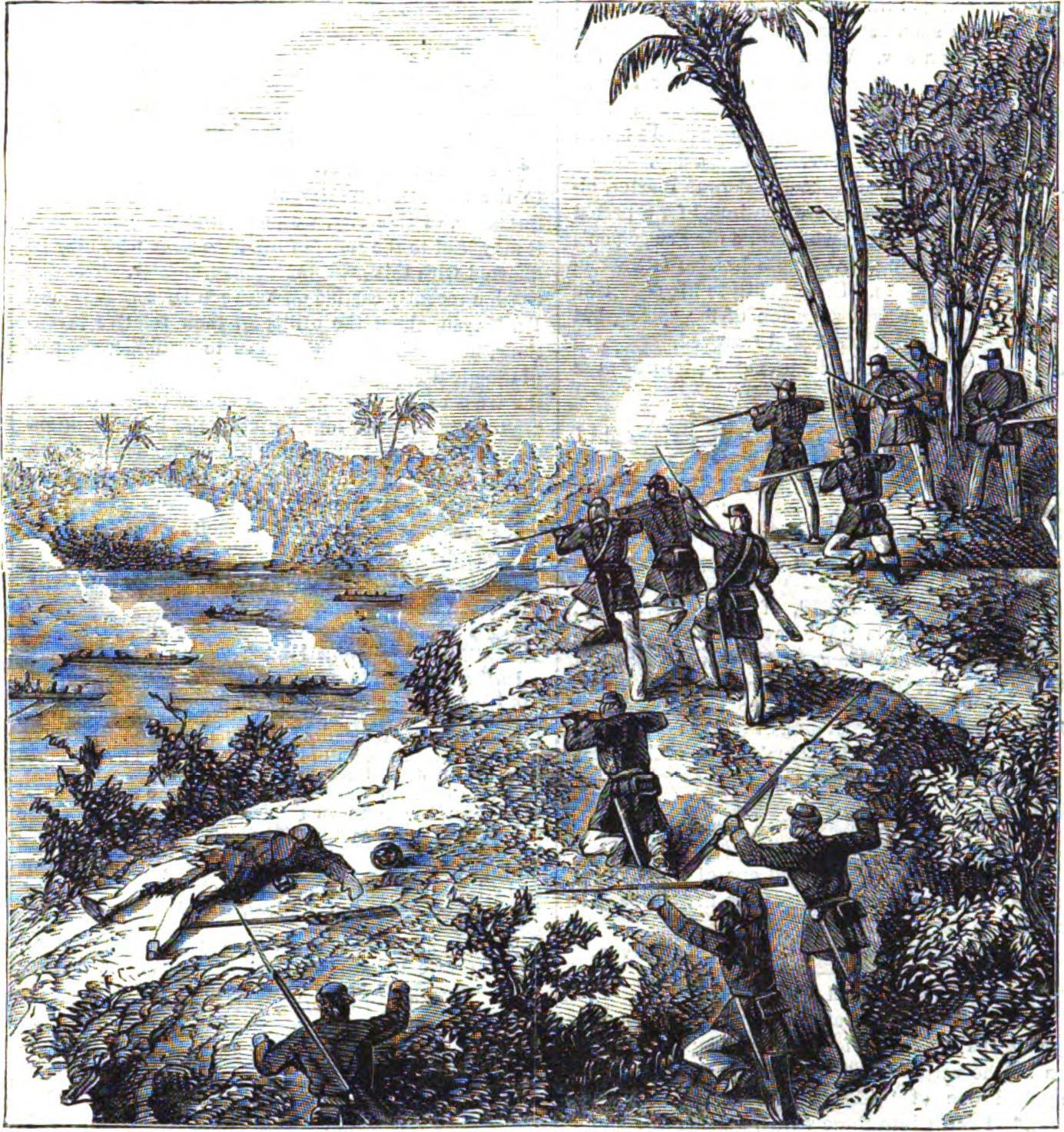
combate en el Chaco.

Gelly y Obes insistió ante Caxias solicitando la participación de fuerzas argentinas, planteando la conveniencia de que la alianza fuese verdaderamente representada en la expedición; pero Caxias no aceptó, manifestando que tenía fuerzas suficientes y destacando la importancia estratégica de Palmas para fijar las fuerzas paraguayas.

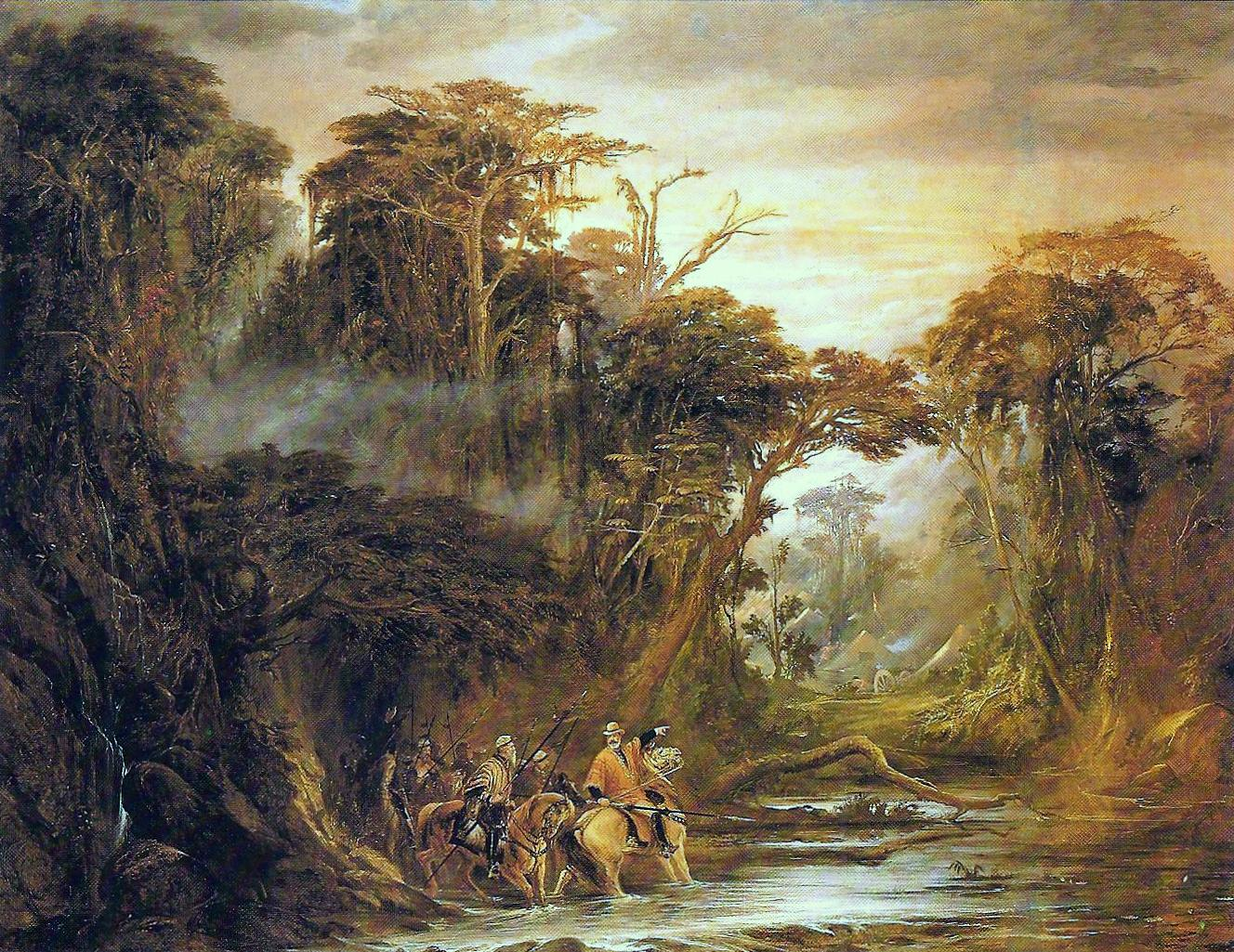
Maniobra por el Chaco.

Gelly terminó por aceptar la decisión y se limitó a insistir en efectuar el desembarque en San Antonio, ya que, según sus informes, Villeta estaba fortificado.
A mediados de octubre de 1868 empezaron los trabajos de reconocimiento y construcción de la vía. Tras forzar el paso artillado de Angostura, los acorazados efectuaron desembarcos en San Antonio y permanecieron estacionados en el lugar en espera de la división que avanzaba por el Chaco.
La construcción de un camino para tropas, carros y cañones a través del Chaco, de unos 25 km de longitud, insumió algo más de un mes. A continuación se inició el rodeo por el Chaco, hasta alcanzar en 48 horas el fondeadero de la escuadra, en la que fueron nuevamente embarcados. Las fuentes difieren significativamente en la cantidad de hombres que fueron trasladados: algunas citan 30.000 hombres, otros 23.000, mientras la cita más minuciosa la establece en indican 20.657: 18.999 de infantería, 926 de caballería y 742 artilleros. Estaban divididos en tres Cuerpos, el I al mando de Jacintho Machado Bittencourt, el II al mando del mariscal Alejandro Gomes de Argolo Ferrão (o Argollo), y el III al de Manuel Luis Osorio (1808-1879), Marqués do Herval. También desembarcó el marqués de Caxias, quien instaló su puesto comando en San Antonio.
El 4 de diciembre, las tropas brasileras desembarcaron en San Antonio, aguas arriba de Villeta. Pese a que estaban muy cerca de Asunción, marcharon hacia el sur, en busca del ejército enemigo y del presidente López.

## La dezembrada: Itororó y Avay

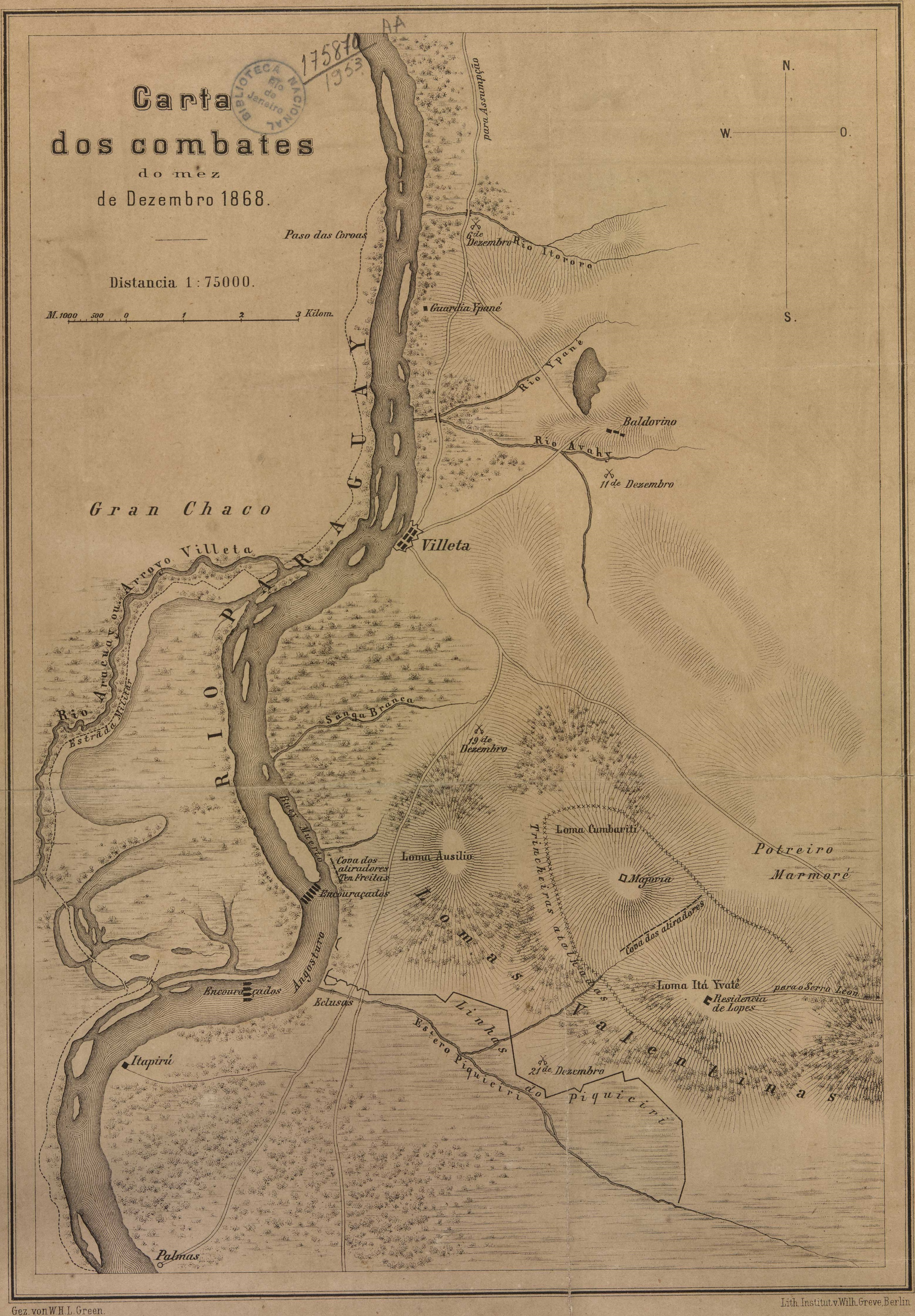
Mapa de los combates de diciembre de 1868.

El desembarco se produjo el 4 de diciembre de 1868, comenzando lo que los historiadores brasileños llaman "dezembrada": un ejército de 18.600 hombres se trasladó hacia el sur, hacia la posición del Piquisiry.
Mientras tanto, el mariscal Caxias envió al general João Manuel Mena Barreto a Pirayú, para cubrir una posible retirada paraguaya hacia el interior.
Tomado entre dos fuegos, López se vio obligado a enviar tropas hacia el norte de su posición, abandonando la línea fortificada. Brevemente pensó en levantar una nueva línea fortificada, pero el avance brasileño no le dio tiempo siquiera a iniciarlo, por lo que abandonó la idea. En cambio, ordenó levantar trincheras protegiendo las Lomas Valentinas por el norte.
Los soldados paraguayos habían demostrado repetidamente ser muy capaces para sostener una posición, pero no tanto para atacar, lo cual aconsejaba que López se limitara a defender su posición. Si bien el presidente paraguayo no repitió el error en que había caído repetidamente de atacar a un ejército superior en lugar de defenderse, nuevamente insistió en dividir su ejército en acciones menores.

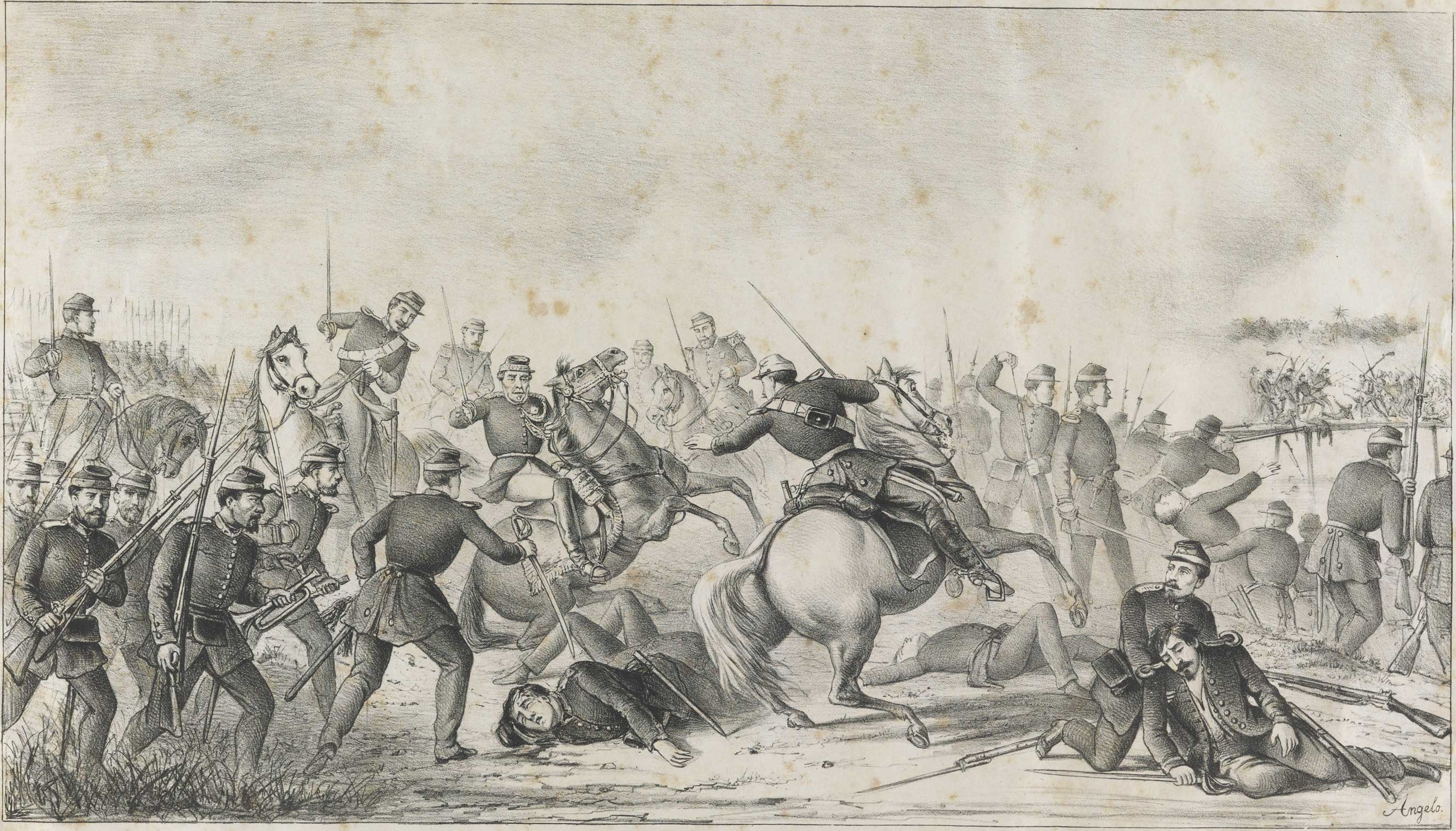
Pasaje y tomar el puente sobre el arroyo Itororó, el 6 de diciembre de 1868.

A seis kilómetros al sur de San Antonio, el camino costero cruzaba el arroyo Itororó por un estrecho puente. Allí esperaban al ejército invasor 5.000 paraguayos al mando del general Bernardino Caballero. Los 12.000 hombres de Caxias lograron tomar el puente en la Batalla de Itororó, del 6 de diciembre, aunque perdieron 1.800 hombres, contra 1.200 paraguayos.
Cinco días más tarde, López volvió a oponer a Caxias una división al mando de Caballero, con 5.600 hombres. Esta vez la posición no era fácil de defender, y el ejército paraguayo perdió en la Batalla de Avay casi 3.000 muertos, 1.400 heridos y 1.200 prisioneros. Existen testimonios que permiten inferir que muchos de los prisioneros fueron ejecutados. Además cayeron en manos de los brasileños unas 300 mujeres, que fueron maltratadas, y algunas violadas por los soldados.
Caxias quedó muy desilusionado de sus tropas, pues en la batalla de Avay le costó un enorme esfuerzo lograr que no huyeran frente al enemigo; culpó de la situación a la presencia de "libertos" en sus filas, que no poseían el concepto de patria. No es de extrañar, ya que los libertos habían sido "puestos en libertad" a cambio de servir en el ejército hasta el fin de la guerra, y pensaban — con razón, ya que esto sería lo que ocurriría con la mayoría — que al final de la misma se olvidarían las promesas de libertad y volverían a la esclavitud.

## Lomas Valentinas
A continuación, Caxias ocupó Villeta, a corta distancia de las posiciones de López. Éste reunió a sus hombres en una última posición defensiva, en las Lomas Valentinas, justo al norte del Piquisiry. Gelly y Obes avanzó hacia el norte, encontrando una parte de la línea defensiva paraguaya desguarnecida, lo que le permitió llegar a Villeta, pasando entre las fortificaciones que rodeaban a la batería de Angostura y las Lomas Valentinas.
Las Lomas Valentinas eran dos mesetas: la loma de "Itá Ybaté" ubicada al noroeste, y la de "Cumbarity", separada de la anterior por una pequeña zanja con una corriente de agua y que termina hacia el este en una pendiente suave hacia una pradera abierta, llamada Potrero Mármol. La casa y cuartel general de López estaban en la loma de Cumbarity, desde donde podía ver casi todo el frente del Piquisiry, pero le era difícil controlar un campo de batalla hacia el norte.
La trinchera, consistente en un foso de sólo unos 60 cm de ancho por otros tantos de profundidad, estaba ubicada "sobre la primera meseta de derecha a izquierda formando ángulo con una línea quebrada que se dirigía hacia el Cuartel General paraguayo por el frente". Los soldados sentados en el borde interior quedaban a cubierto pero su flanco derecho quedaba expuesto.
López concentró allí sus fuerzas, cerca de 7000 hombres, dejando en Angostura una división de sólo 700 hombres y en la trinchera de Piquisiry unos 1500, que eran en su mayoría inválidos o muy jóvenes.
Un ataque de Gelly y Obes a las trincheras de Piquisiry, orientado a impedir que las fuerzas paraguayas que las custodiaban se retiraran hacia Lomas Valentinas, no tuvo aparentemente el efecto buscado. No obstante, quedaron allí unos 2.500 a 3.000 hombres, mientras en Itá Ibaté, el centro del dispositivo defensivo paraguayo, se concentraron entre 9.300 y 9.800 hombres.
El 17 de diciembre la 3° división de caballería imperial comandada por coronel Vasco Alves Pereira sorprendió al sur de Zanja Blanca a tropas del regimiento de caballería paraguaya N°45 pero atacado a su vez por la retaguardia, se dio a la fuga dejando numerosas bajas. El 18, Caxias practicó un nuevo reconocimiento y descubrió los únicos dos desfiladeros que había frente a la línea; considerando inútil rodear la posición, los eligió para su plan de ataque.
En la madrugada del 21 de diciembre, juzgando que estaba por comenzar una batalla decisiva, López ordenó el fusilamiento de los condenados en el proceso de San Fernando: su hermano Benigno, su cuñado el general Vicente Barrios, el obispo Palacios y el exministro de relaciones exteriores José Berges, entre otros.
El 21 de diciembre, Caxias dirigió un ataque masivo a las posiciones paraguayas, en la primera Batalla de Itá Ibaté o de Lomas Valentinas. Las tropas paraguayas se defendieron eficazmente, aunque perdiendo un enorme número de efectivos, mientras los brasileños se desbandaban repetidamente; el jefe brasileño se vio obligado a retirarse.
Después de la derrota sufrida, Caxias se vio obligado a incluir nuevamente a los argentinos y uruguayos en la siguiente batalla. Con la firma de Caxias, Gelly y Castro, el día 24 fue enviada una intimación a rendirse dirigida al presidente López. Éste la rechazó altivamente, recordando a sus enemigos que su oferta de paz había sido rechazada en Yataytí Corá dos años antes.

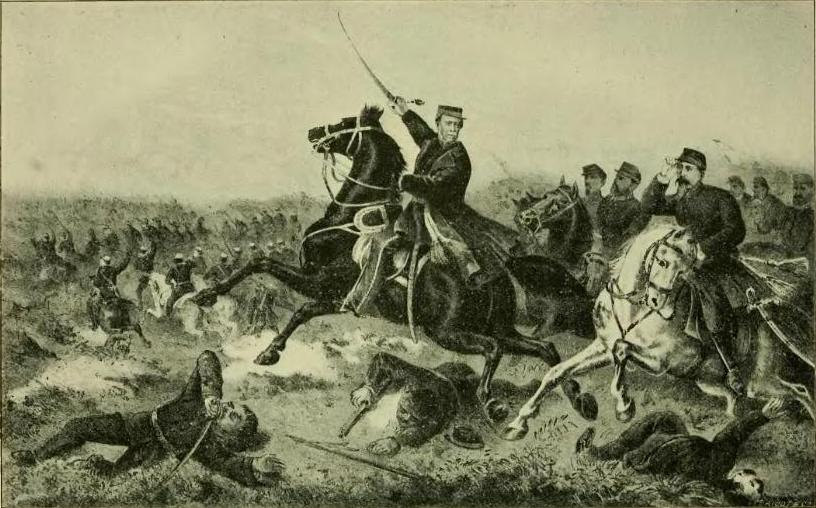
Batalla de Lomas Valentinas.

El 27 de diciembre, los aliados lograron una sangrienta victoria en la segunda Batalla de Lomas Valentinas o de Itá Ivaté. La batalla terminó en la masacre de los soldados vencidos, incluidos los que se rendían, en su mayoría niños y ancianos. En total, los paraguayos perdieron 1.500 muertos y 1.000 prisioneros heridos, mientras los aliados tuvieron 460 bajas.
López escapó de la batalla durante la misma, cruzando una laguna a través de la misma con su carruaje, utilizando un terraplén oculto bajo el agua a poca profundidad. Sorprendió a los brasileños, que poco antes habían dominado el lugar por el cual huyó, pero aun cuando tuvieron en claro que el presidente huía, por causas que no han podido ser establecidas, éste no fue perseguido. Las causas de esta huida de una posición totalmente cercada le son generalmente atribuidas a Caxias, aunque los motivos para ello varían sustancialmente: desde el cansancio moral y físico del anciano comandante, hasta el sometimiento a órdenes emitidas por sus superiores en la masonería.
Una serie de combates en que participaron fuerzas argentinas al mando del coronel Donato Álvarez, precedió al bombardeo masivo de la batería de Angostura. Tras largas negociaciones, finalmente su comandante, el teniente coronel Jorge Thompson – un ingeniero británico que había sido contratado años antes por López, y que había construido todas las defensas de la guerra hasta entonces, desde Itapirú hasta Angostura, pasando por Humaitá y Curupayty – aceptó rendirse al frente de los 1.700 hombres que le quedaban. Allí los brasileños hallaron nuevamente mujeres, que fueron masivamente violadas.
En el ínterin, la repetida renuncia de Gelly y Obes fue finalmente atendida, y el 22 de diciembre había sido nombrado en su reemplazo el general Emilio Mitre, hermano del expresidente, pero éste no asumiría el mando hasta iniciado el año siguiente.

## Ocupación de Asunción
En la noche del 1 de enero de 1869, una división brasileña inició la ocupación de Asunción, que estaba completamente indefensa y cuya población la había evacuado en su mayoría. En los días siguientes entró el resto del ejército brasileño y algunos pocos contingentes uruguayos. La ciudad fue sometida a un violento saqueo, con la consiguiente destrucción de casas y asesinatos de ciudadanos. No se salvaron ni siquiera las iglesias ni las embajadas europeas; la embajada de los Estados Unidos sufrió especialmente las violencias del saqueo, debido posiblemente a que el embajador había intentado mediar entre López y Caxias.
El general argentino Emilio Mitre se negó a ingresar a Asunción, para no

"autorizar con la presencia de la bandera argentina en la ciudad de Asunción los escándalos inauditos y vergonzosos... que han tenido lugar."

Las fuerzas ocupantes tomaron también posesión de algunas poblaciones cercanas, entre ellas Luque, que – un año atrás – López había declarado capital del Paraguay.
Las fuerzas argentinas quedaron repartidas entre Villeta y Nueva Burdeos, la actual Villa Hayes, frente a Asunción. Los uruguayos iniciaron la retirada a su país. El Marqués de Caxias – que había sufrido un desmayo durante una misa – abandonó la guerra el 19 de enero, tras haber declarado el final de la guerra. En su lugar ocupó el mando militar el general Guilherme Xavier de Souza. Caxias sería nombrado Duque, y ejercería los cargos de senador y de primer ministro del Imperio.
Los ocupantes no se preocuparon por formar un gobierno independiente para el Paraguay hasta el 15 de agosto de 1869, en que se formó en las ruinas de Asunción un "gobierno provisional" o Triunvirato, constituido por Cirilo Antonio Rivarola, Carlos Loizaga y José Antonio Bedoya. El Triunvirato había sido impuesto por las autoridades militares brasileñas, y lo formaban dirigentes que habían participado en conspiraciones contra los gobiernos de los López desde el exilio, habían participado en la formación de los ejércitos invasores e incluso habían formado en los mismos. Poco después Loizaga y Bedoya renunciaron, asumiendo Rivarola como presidente.

## Campaña de la Cordillera

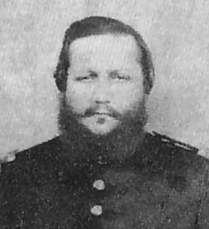
Última foto del mariscal Francisco Solano López, tomada semanas antes de su muerte.

Los restos del ejército paraguayo se vieron forzados a retirarse hacia el noreste, perseguido por el ejército aliado, declarando sucesivamente capitales a las villas de Piribebuý y Curuguaty. A medida que se retiraba hacia el interior, el ejército paraguayo fue destruido, mientras las plazas fueron ocupadas por niños y ancianos.
Preso de una manía persecutoria, el presidente López, ejecutó a cerca de 400 personas, incluyendo a sus dos hermanos, por considerar que conspiraban contra él.
Tras ser expulsado de sus posiciones en la Cordillera de Ascurra, López se retiró hacia el noreste, alcanzando la Cordillera de Amambay, mientras las fuerzas brasileñas ocupaban San Pedro  y Concepción.
Finalmente, López fue alcanzado y muerto por las tropas brasileñas el 1 de marzo de 1870 en el Combate de Cerro Corá, en el extremo noreste del país.

## Consecuencias
Al finalizar la guerra, Brasil obtuvo todos los territorios que deseaba y la Argentina incorporó los territorios en litigio que hoy corresponden a las provincias de Misiones y Formosa.
El resultado más grave de esta guerra fue la pérdida de la enorme mayoría de la población paraguaya, quedando reducida a unos 116.000 sobrevivientes – en su enorme mayoría mujeres, niños y ancianos – de más de 300.000 que tenía antes de la guerra; los números que suponen los historiadores paraguayos suelen ser mucho más altos en cuanto a población inicial. Los aliados tuvieron también un número muy alto de bajas en campaña, con más de 100.000 muertos brasileños y alrededor de 10 000 soldados argentinos.
Por último, el Paraguay vio destruida su prosperidad económica y quedó sumida en un atraso tecnológico, cultural y social que dura hasta el día de hoy. Fue obligado al pago de enormes indemnizaciones de guerra y a contraer un empréstito que le llevó muchas décadas saldar. Su incipiente desarrollo industrial desapareció por completo.